# 智利社會黨
智利社會黨（西班牙語：Partido Socialista de Chile，缩写为PS）是智利的一個社會民主主義政黨。

## 歷史
該黨成立於1933年4月。1967年11月，在该党于奇廉举行的第二十二次代表大会上，受卡洛斯·阿尔塔米拉诺和罗兰多·卡尔德龙的影响，该党在政治上变得更为激进，公开拥护马克思列宁主义，并声称将支持反资本主义和反帝国主义变革。 1970年－1973年，與智利共產黨等黨派組成“人民團結政府”，並領導左翼首次掌權，由薩爾瓦多·阿連德擔任總統。該黨在1973年智利政變後遭封禁。
該黨在民主化後，曾於1989年、1993年和1999年與争取民主党、基督教民主党組成聯盟參加總統大選並獲勝。該黨競選人米歇尔·巴切莱特於2005年贏得大選，成為自阿连德以來第二位社會黨總統。
2013年總統選舉，巴切萊再次贏得大選，並于2014年3月11日再度就任智利總統。

## 政治主張
社會黨主張增加稅率以爲國民提供免費大學教育，縮小貧富差距，並推行經濟結構改革。